# Goa'uld
Los Goa'uld son una raza de parásitos dentro del universo de ficción de la serie televisiva Stargate SG-1.
Tienen apariencia de serpiente, pero normalmente se esconden, tomando como huéspedes a otros animales más grandes a los que pueden controlar a través de un vínculo directo con su sistema nervioso. De los posibles anfitriones de un Goa'uld, los humanos son los más atractivos, por su longevidad, versatilidad y facilidad de regeneración.
La mayoría de los Goa'uld son egocéntricos megalómanos que se hacen pasar por dioses o señores para controlar ejércitos y pueblos enteros. Los más poderosos conforman un grupo denominado Señores del Sistema. Sin embargo tienen un grupo opositor de la misma especie, los Tok'ra.
Un individuo Goa'uld es llamado a veces simbionte, particularmente entre los Tok'ra, en donde los humanos y el parásito desarrollan una unión voluntaria. El Goa'uld confiere a su huésped mucha mayor fuerza y resistencia, además de librarlo de todas las enfermedades y conferirle gran capacidad de cura ante las heridas; sin embargo, a diferencia de la Tok'ra eliminan la voluntad del huésped y este se convierte en un esclavo en su propio cuerpo.
Los Goa'uld fueron los principales enemigos del SG-1 a lo largo de la serie, hasta que fueron derrotados. En la novena temporada han sido suplantados por los Ori, un enemigo aparentemente mucho más peligroso y poderoso.

## Orígenes
En su mundo nativo (conocido solo como P3X-888 dirección:      ) los Goa'uld comenzaron su ciclo de vida como larvas acuáticas relativamente inofensivas, reproduciéndose a partir de una Goa'uld reina. Aquellos que sobreviven hasta la madurez desarrollan poderosas aletas que les permiten saltar fuera del agua para meterse dentro del cuello de alguna criatura compatible. Los Unas evolucionaron en el mismo planeta y fueron los primeros anfitriones de estos parásitos. En lugar de desarrollarse en su mundo natal, los Goa'uld dentro de sus anfitriones Unas dejaron el planeta usando un Stargate. Luego se infiltraron e invadieron otras razas alienígenas hasta que conquistaron toda la Vía Láctea. Finalmente, su raza comenzó a morir, hasta que el supremo de los Señores del Sistema Ra descubrió la Tierra y a los antiguos humanos que vivían allí. Los humanos mostraron ser mucho mejores anfitriones para los Goa'uld, ya que sus cuerpos eran más fáciles de reparar, dejando por tanto de lado a los Unas. Cuando un Goa'uld toma un anfitrión no le es fácil cambiar a otro, pierde sus membranas y sufre algún tipo de atrofia. Los Goa'uld interestelares desarrollaron un ciclo de vida distinto de los salvajes, modificando una raza de humanos para convertirlos en Jaffa y usarlos como incubadoras para sus larvas. Esto fue hecho aparentemente con el fin de producir por un lado servidores y guerreros poderosos y por el otro para mejorar la capacidad de las larvas de tomar un anfitrión humano una vez maduras. Las larvas de Goa'uld en estado "salvaje" tienen solo un cincuenta por ciento de probabilidades de ser capaces de tomar un anfitrión, contra las larvas que son incubadas en Jaffas, que son prácticamente siempre capaces. De todos modos los Goa'uld no son una especie numerosa. Selmak estimó que había docenas con el rango de Señores del Sistema y miles de Goa'uld adultos, en general.

### Símbolos de los Goa'uld

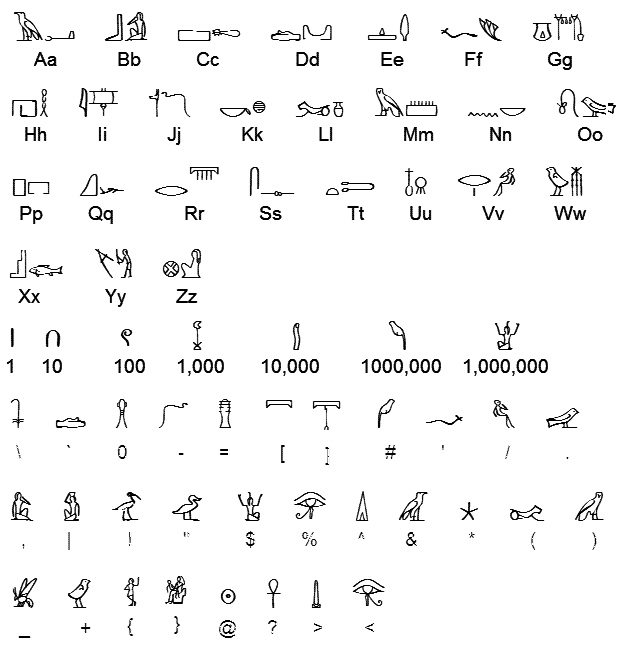
Alfabeto Goa´uld.

Cada Goa'uld tiene su símbolo específico que hace colocar en la frente de sus Jaffas. Se ha de tener en cuenta que un Jaffa una vez ha sido implantado puede llevar dos tipos de símbolos: en negro, que indican tan solo a qué goa'uld pertenece, y en color oro, que indican que el Jaffa pertenece a la guardia personal del goa'uld. En este grupo se incluye a los Primados. Estos son los goa'uld que hasta hoy conocemos y su símbolo específico:
- Hathor: La Tierra conoció a este Goa'uld que durmió en una tumba maya hasta que fue despertada. Dado que perdió a todo su ejército no tiene guardias con símbolos, aunque llevan armadura serpiente o halcón.
- Ra: Este es el Goa'uld supremo, el primero que conoció la Tierra. Su símbolo es el ojo de Ra.
- Heru-ur: Fue el goa'uld que decidió atacar Cimmeria desprotegida. Posee su guardia y su símbolo específico que indica un halcón (Horus).Heru-ur, al ser hijo Ra y Hathor, es protegido por la guardia personal Horus.Esto es al igual que todos los Goa'uld que pertenezcan a la familia de Ra.
- Apophis: Su símbolo es la serpiente, Teal'c fue uno de sus primados.
- Seth: Aunque posiblemente tuvo Jaffas específicos con armadura con forma de animal extinguido, dado que se estuvo escondiendo en la Tierra por medio de sectas tampoco posee un símbolo específico para sus Jaffas. No poseía guardia, aunque sí humanos bajo su control que lo trataban como a un dios.
- Pyrus: Aunque no es un goa'uld poseía en su planeta su grupo específicos de Jaffas que se adueñó cuando derrotó al goa'uld que vivían en aquel planeta.
- Cronus: Fue uno de los primeros Señores del Sistema que la Tierra conoció junto a Nirrti y Yu. Posee su guardia específica con su símbolo característico.
- Nirrti: Otro de los Señores del Sistema que la Tierra conoció de los primeros junto a Yu y Cronus. Se supone que posee guardia personal pero dado que es una renegada aún no se ha visto su símbolo.Nirrti se especializa en hacer experimentos con humanos.
- Yu: Es el tercer Señor del Sistema, que se conoció por primera vez durante una Cumbre. Sin duda tiene su guardia personal, y su símbolo es familiar del oriente de la Tierra.
- Sokar: Este temido goa'uld fue poseedor de su propia guardia y su propio ejército en Delmak (el mundo industrial).
- Osiris: Aunque su larva reposaba en Egipto junto a la de Isis, tras ser extraída de su contenedor volvió a la vida huyendo de la Tierra, ha reunido un gran ejército ayudando a otro poderoso goa'uld.
- Amazona Moloc : Las mujeres de este goa'uld son asesinadas. Solo han sobrevivido aquellas que él ha elegido como sacerdotisas. Estas se rebelan y ahora tienen su propio ejército manteniendo el símbolo del goa'uld al que espían.
- Marduk: Este goa'uld fue encontrado en una tumba y trató de sobrevivir en el cuerpo de un ruso, sin lograrlo. Llevaba allí encerrado mucho tiempo, por lo que no posee guardia.
- Ba'al: Fue conocido por primera vez en una reunión de goa'uld. Su símbolo no será visto hasta la última película de la saga: Stargate: Continuum, donde Teal'c es su primado.
- Bastet: También fue conocida en la misma reunión. No se le permitió acceder con guardia personal, tampoco se conoce su símbolo.
- Olokun: Otro señor del sistema solo conocido por la reunión de goa'uld. Tiene jaffas pero no se conoce su símbolo.
- Kali: Esta goa'uld también fue conocida en la reunión ya mencionada anteriormente. Es de suponer que tiene un ejército de jaffas con su símbolo específico.
- Morrigan: Fue conocida en la misma reunión que los dos anteriores, no vimos a sus jaffas, pero suponemos que los tiene.
- Imhotep: Sus guardias se reunieron en un planeta aislado para hacerse poderosos y luchar contra los goa'uld. Su guardia lleva el símbolo de su arte marcial más conocido, la mastaba.
- Anubis: Este es el más poderoso de todos los Goa'uld ya mencionados, tiene un inmenso ejército y los demás señores del sistema tienen que unirse para luchar contra él. Por otra parte es un semi-ascendido por lo cual no puede morir, pero es derrotado al quedar sin ejército y Oma Desala decide deshacerse de él.
- Jaffas Ninjas: Aparecen durante la misión que se realiza a una nave de Anubis que está en órbita sobre la Tierra. Son Jaffas de Anubis puesto que llevan su símbolo pero hasta ahora ningún Jaffa anterior vestía de esta manera, de negro y con armas de ninjas orientales.